# Alfredo J. Torcelli
Alfredo J. Torcelli (Buenos Aires, 1864 - La Plata, 5 de octubre de 1936) fue un político, traductor, escritor y periodista y diputado nacional socialista argentino. Es conocido por editar las Obras completas de Florentino Ameghino.

## Vida política
En 1885, con solo veintiún años de edad fue director del semanario literario femenino El Pensamiento.Posteriormente participó de los movimientos revolucionarios de 1890 y de 1893. Entre 1903 y 1904 Torcelli fue jefe de redacción del periódico oficial del Partido Socialista, La Vanguardia. Fue un miembro destacado de dicho partido en la ciudad de La Plata, con una muy activa participación en diversos congresos. Allí se destacó como un miembro de importancia dentro del Partido Socialista bonaerense, que tenía en La Plata uno de las principales sedes en el país. Allí participó del en el periódico platense La Provincia. A su vez, fue candidato a diputado nacional por la provincia de Buenos Aires en los 1912 y 1915. En 1913 fue candidato a vicegobernador de la provincia acompañando al doctor Alfredo Palacios. 
El marco de una división que se produjo dentro del Partido Socialista entre 1914 y 1915 abandonó a dicho partido, producto de la expulsión del dirigente Alfredo Palacios, conformando junto con otros, como Vicente Rosáenz, Alejandro Mantecon, José y Carolina Muzilli y C. Caminos, el Partido Socialista Auténtico (PSA). Este partido se terminó por disolver finalmente a comienzos de la década de 1920.Dentro de esta agrupación, participó como vocero y en 1915 fundó La Acción, una revista que era órgano del Partido Socialista Argentino editado en la ciudad de Buenos Aires.
A lo largo de su vida también fue uno de los impulsores del Círculo de Periodistas de la provincia de Buenos Aires.Además de su militancia política tuvo una importante actuación con las personas con capacidades especiales, traduciendo algunos libros pedagógicos dedicados a niños sordomudos.

## Trabajo editorial
A partir de 1913, luego de un año del fallecimiento del paleontólogo y antropólogo Florentino Ameghino, el Gobierno de la Provincia de Buenos Aires aceptó por decreto la oferta de los hermanos de Florentino Ameghino, Juan y  Carlos, para publicar Obras completas y correspondencia científica de Florentino Ameghino por cuenta de la Provincia, editándose en el taller de impresiones oficiales. Además, ellos impusieron como condición que se contratara para estar a cargo a Alfredo Torcelli, quién era amigo de la familia Ameghino.
Torcelli se encargó, como editor y estudioso de las obras Ameghino de recopilar todas sus obras en varios volúmenes.Esta fue una tarea de importancia, dado que su obra se encontraba diseminada en diarios, revistas, folletos y libros. El escritor Leopoldo Lugones le sugirió a Torcelli que corrigiera el castellano de Ameghino, sin embargo, el editor, no siguió esta recomendación, respetando la obra original.
La colección finalmente logró recopilar los trabajos y correspondencias realizada por Ameghino a lo largo de los 56 años que vivió. En total se publicaron entre 1913 y 1936 unos 24 volúmenes que contaban con entre 700 y 800 páginas cada uno. En ellos se encuentran clasificaciones, estudios, comparaciones y descripciones de más de 9000 animales extintos, muchos de ellos descubiertos por él. La edición de las obras se pudo realizar con bastante regularidad, mediante entregas previstas en el índice del volumen anterior. En el año 1921 se tuvo que interrumpir por dos periodos gubernativos en el tomo XII, y recién en 1932, en la gobernación de Federico Martínez de Hoz volvió a editarse a partir del número XIII con el plan predicho once años antes. Finalmente, el último tomo, que contaba con los índices, se publicó en 1936.
Ese mismo año, Alfredo Torcelli falleció en la ciudad de La Plata el 5 de octubre de 1936